# 烏兎沼宏之
烏兎沼 宏之（うとぬま ひろし、1929年2月12日 - 1994年7月14日）は、日本の民俗学者、教育者。
山形県出身。山形師範学校卒業。山形県で小学校教員を務めながら、地域庶民文化の調査研究を行った。藻南文化研究所を主宰。
妻は同じ教育者の喜代子、後述のわらし子とおっかあたち ある共かせぎ教師の記録を共同で執筆する。
娘は編集者の烏兎沼佳代。

## 著書
- 『集団のよさをどう教えるか』明治図書出版 生活指導選書 1975
- 『ゆれうごく村の子どもと教師』国土社 生活指導シリーズ 1977
- 『岩谷十八夜観音研究史年表 私的覚え書』藻南文化研究所 1984
- 『霊をよぶ人たち』筑摩書房 ちくま少年図書館 1985
- 『おせおせ源内 もがみがわものがたり』菊地隆知絵 藻南文化研究所 1987
- 『村巫女オナカマの研究』藻南文化研究所 1987
- 『まんだら世界の民話 作谷沢物語』筑摩書房 1988
- 『ひけひけ源内 もがみがわものがたり』菊地隆知絵 藻南文化研究所 1989
- 『「おしん」の生家にて』北方出版 ぶっくす・北方 1990
- 『山形ふしぎ紀行 井上円了の足跡を辿る』法政大学出版局 1991
- 『やまがた伝説考 物語る村々を歩く』法政大学出版局 1993

### 共著・編
- 『わらし子とおっかあたち ある共かせぎ教師の記録』烏兎沼喜代子共著 アジア出版社 1959
- 『芋煮会のはじまり考 山形の名物』編 藻南文化研究所 1981
- 『竹鍛冶のかわらけおひな ふるさとの土人形』編 藻南文化研究所 1982
- 『手づくりの授業を 地域にねざして』編 藻南文化研究所 こくばんブックレット 1988
- 『教育文化の創造 子どもを知ることからの出発』編 藻南文化研究所 こくばんブックレット 1989
- 『わたしの子ども発見記』編 あゆみ出版 1992